# Ẩn dụ giao diện
Trong thiết kế giao diện người dùng, một phép ẩn dụ giao diện là tập hợp các hình ảnh trực quan, các hành động, và thủ tục trong giao diện người dùng khai thác những hiểu biết cụ thể mà người dùng đã có trong các lĩnh vực khác. Mục đích của ẩn dụ giao diện là giúp cho người dùng có thể nhanh chóng nắm rõ cách tương tác với giao diện người dùng. Chúng được thiết kế sao cho tương tự với các thực thể trong thực tế nhưng cũng có những tính chất riêng (ví dụ như ẩn dụ bàn làm việc (desktop) và cổng thông tin điện tử). Chúng có thể dựa trên một hoạt động, một vật dụng (skeuomorph - mô phỏng một vật dụng hoặc công cụ ngoài đời thực), hoặc kết hợp cả hai, sử dụng những hiểu biết quen thuộc sẵn có của người dùng để giúp họ hiểu được những cái 'không quen thuộc',  và đưa vào các thuật ngữ để người dùng hiểu được rõ hơn.
Một ví dụ về ẩn dụ giao diện là thuật ngữ tệp và thư mục trong hệ thống tập tin của một hệ điều hành. Một ví dụ nữa là cách biểu diễn dạng cây của hệ thống tập tin trong nhiều trình quản lý tập tin.

## Thế hệ ẩn dụ

### Những đóng góp trong lịch sử
Vào giữa thế kỷ 20, máy tính là vật dụng cực hiếm và chỉ có chuyên gia mới được sử dụng. Chúng được trang bị những giao diện phức tạp mà chỉ có vài người mới hiểu được. Vào năm 1968, Douglas Engelbart có một màn trình diễn những ý tưởng của mình khiến cho các giám đốc tại Xerox kinh ngạc. Họ bắt đầu làm việc để tạo ra một sản phẩm mà sau này có tên là Xerox Alto. Năm 1973, Xerox hoàn thành chiếc máy tính cá nhân đầu tiên, Xerox Alto, cùng một giao diện người dùng đồ họa (GUI) rất công phu với các cửa sổ, biểu tượng, menu và con trỏ (WIMP). Không may là chiếc Xerox Alto và sản phẩm kế nhiệm Xerox Star lại quá đắt với những người tiêu dùng phổ thông và phải chịu doanh thu kém. Năm 1984 Apple Computer trình làng Apple Macintosh, mẫu máy tính cá nhân đầu tiên được trang bị một giao diện người dùng đồ họa có giá cả hợp lý và đạt được thành công thương mại. Macintosh là chiếc máy tính Apple thứ hai có giao diện người dùng đồ họa sau chiếc Apple Lisa. Năm 1985, Microsoft ra mắt Microsoft Windows với giao diện rất giống với giao diện trên Macintosh và Alto. Windows sau này đã vượt qua Apple trong thị trường máy tính cá nhân, trở thành hệ điều hành dựa trên GUI chủ lực.